# 828
Évszázadok: 8. század – 9. század – 10. század
Évtizedek: 770-es évek – 780-as évek – 790-es évek – 800-as évek – 810-es évek – 820-as évek – 830-as évek – 840-es évek – 850-es évek – 860-as évek – 870-es évek
Évek: 823 – 824 – 825 – 826 –  827 – 828 – 829 – 830 – 831 – 832 – 833

## Események

### Európa
- Folytatódik Szicíliában Siracusa arab ostroma. A közel 70 éves Aszad ibn al-Furat vezette muszlimok visszaverik a Palermóból érkező felmentő sereget, de aztán elfogy az élelmük és a táborban dúló járványba vezérük is belehal, ezért felhagynak az ostrommal. A megérkező bizánci flotta miatt nem tudnak hazatérni, ezért a sziget délnyugati részén kezdenek kisebb várakat és városokat elfoglalni. Enna ostrománál az arabokat behívó Euphémiosz tengernagy felszólítja a védőket a megadásra, de a tárgyalások során a város küldöttei megölik.
- II. Mikhaél bizánci császár újabb próbálkozást tesz Kréta araboktól való visszafoglalására. Kraterosz sztratégosz parancsnoksága alatt 70 hajó érkezik a szigetre és a bizánciak először győzelmet aratnak. Ezután azonban elbízzák magukat és egy a muszlimok egy meglepetésszerű éjjeli támadásban szétszórják a sereget. Kraterosz Kósz szigetére menekül, ahol azonban elfogják és keresztre feszítik.
- Jámbor Lajos frank császár lemondatja Baldricot, Friuli hercegét, mert az előző évben nem tudta megvédeni a birodalom határait a bolgár támadástól. Újabb herceget nem neveznek ki, a hercegséget négy grófságra osztják szét.
- Két velencei kereskedő, Buono da Malamocco és Rustico da Torcello kicsempészik Márk evangélista maradványait egy lerombolásra ítélt alexandriai templomból, Velencébe viszik és Giustiniano Participazio dózsének adományozzák. A dózse nem akarja, hogy az ereklyék az aquileiai pátriárka kezére kerüljenek, ezért elrejti a palotájában; csak végrendeletében bízza meg özvegyét egy templom felépítésével, ahol az evangélista testét elhelyezhetik.
- Közel fél évvel megválasztása után felszentelik IV. Gergely pápát, miután megérkezik Jámbor Lajos császár jóváhagyása.
- Adalram salzburgi érsek templomot szentel fel Nyitrán (ez Kelet-Közép-Európa első ismert keresztény temploma).
- Mérida városa fellázad II. Abd ar-Rahmán córdobai emír ellen.

### Észak-Afrika
- Meghal II. Idrísz, Fez idríszida imámja. Utódja legidősebb fia, Muhammad, aki szétosztja az országot 11 fivére között, csak Fezt tartja meg magának; ennek eredményeképpen hamarosan háború tör ki a testvérek között.

### Amerika
- Az anaszázik megalapítják Pueblo Bonitót.

## Születések
- Ali al-Hádí, síita imám
- Abu Hanífa Dínavarí, arab polihisztor
- Karlmann, keleti frank király
- Ibn Kutajbah, perzsa teológus, polihisztor

## Halálozások
- Euphémiosz, bizánci hadvezér
- Ibn Hisám, arab történetíró
- II. Idrísz, idríszida imám
- I. Niképhorosz, konstantinápolyi pátriárka

## Fordítás
- Ez a szócikk részben vagy egészben  a(z)   828 című angol Wikipédia-szócikk ezen változatának fordításán alapul.  Az eredeti cikk szerkesztőit annak laptörténete sorolja fel. Ez a jelzés csupán a megfogalmazás eredetét és a szerzői jogokat jelzi, nem szolgál a cikkben szereplő információk forrásmegjelöléseként.